# Litoria meiriana
Litoria meiriana es una especie de anfibio anuro de la familia Pelodryadidae.

## Distribución geográfica
Se distribuye por el noroeste de Australia, al norte de las regiones de Australia Occidental y Territorio del Norte entre los 150 y los 600 metros de altitud.
Es una rana pequeña que mide alrededor de 2 cm de longitud. Los dedos de las patas traseras están palmeados pero los de sus patas delanteras no. Es de color marrón oscuro y muestra dos patrones de coloración, uno con tonos oliváceos y otro con un moteado oscuro abundante.
Habitan arroyos, estanques y charcas permanentes. Es una rana diurna. Es capaz de saltar sobre la superficie del agua como una cabrilla. Ponen entre 30 y 40 huevos en pequeñas charcas junto o en salientes rocosos y rocas sumergidas.